# Océanite téthys
Hydrobates tethys
Espèce
Synonymes
- Oceanodroma tethys
- Thalassidroma tethys

Statut de conservation UICN

 LC  : Préoccupation mineure
L'Océanite téthys (Hydrobates tethys, anciennement Oceanodroma tethys) est une espèce d'oiseaux de la famille des Hydrobatidae.

## Répartition et sous-espèces
Selon la classification de référence (version 14.1, 2024) de l'Union internationale des ornithologues :
- Hydrobates tethys tethys  (Bonaparte, 1852)  — îles Galápagos ;
- Hydrobates tethy kelsalli  (Lowe, 1925)  — îles au large du Pérou.